# Memory/Vision

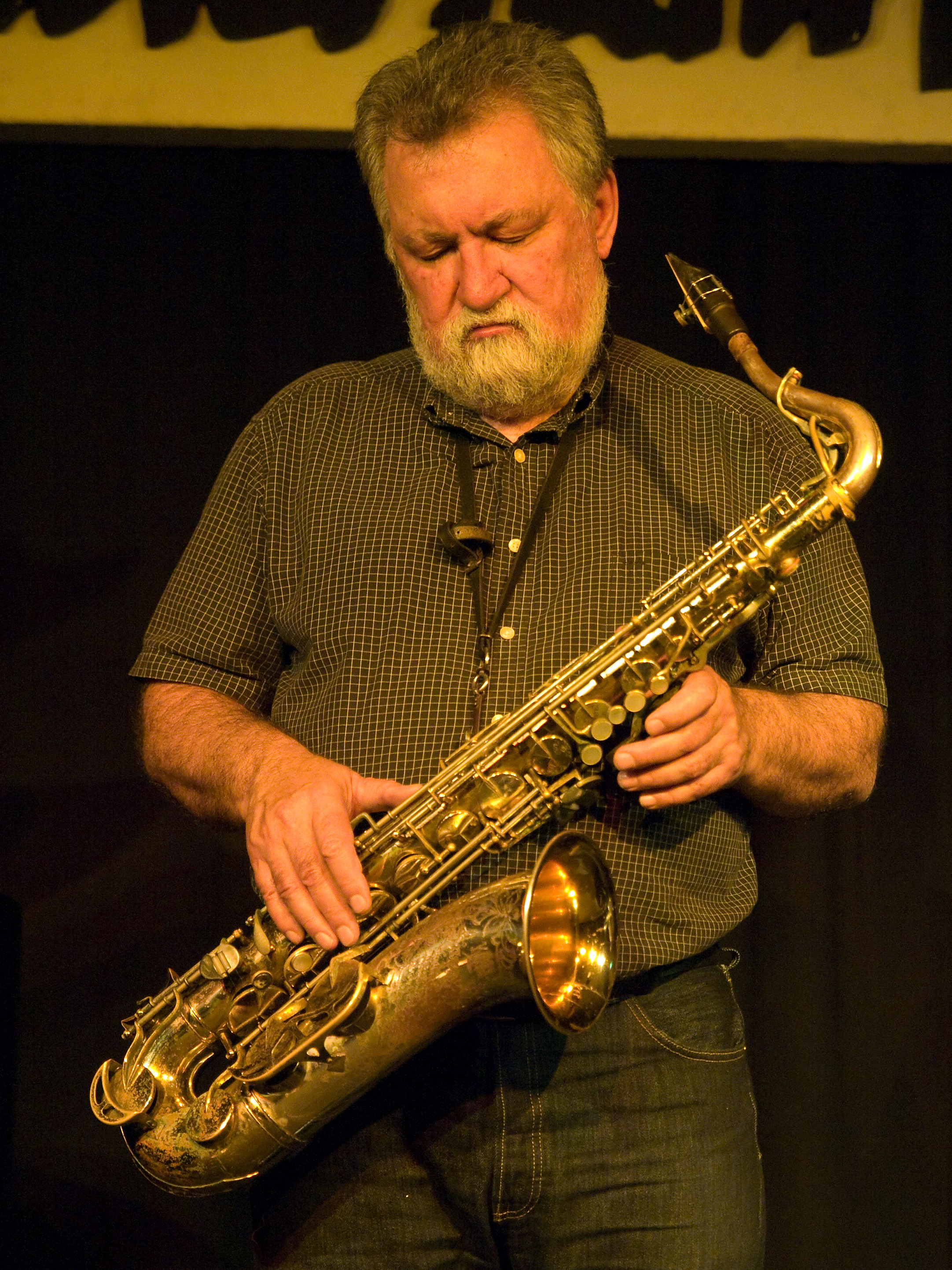
Evan Parker (2008)

Memory/Vision ist das dritte Musikalbum von Evan Parkers Electro-Acoustic Ensemble, das im Oktober 2002 in der Norges Musikkhøgskole in Oslo aufgenommen wurde. Es erschien 2003 bei ECM.

## Das Album
Nachdem Parkers Electro-Acoustic Ensemble zunächst als eine Free Jazz Gruppe fungiert hatte, „dessen Spieler mit elektronischen Schatten versehen wurden“, so Thom Jurek, entwickelte sich dieses Modell sowohl in der Komposition als auch in der Ausführung weiter, „um in einem auf Improvisation basierenden Kontext die Klänge akustischer Instrumente mit jenen live bedienter elektronischer Geräte und Computer zu verbinden“. Das Ensemble bestand bei der Aufführung in Oslo aus neun Mitwirkenden, lediglich fünf waren Musiker – Evan Parker, Philipp Wachsmann, Agustí Fernández, Barry Guy und Paul Lytton. Sechs Mitglieder bespielten elektronische Instrumente (Parker, Wachsmann, Lytton sowie Joel Ryan, Walter Prati, Marco Vecchio und Lawrence Casserley).
Parker hatte bereits Anfang der 1990er Jahre mit den Live-Elektronikern Walter Prati und Marco Vecchi gearbeitet, als er Process and Reality (1991) einspielte, in dem er Mehrspur- und Overdub-Effekte verwandte, mit dem Ziel „eine Musik zu schaffen, die sich von den linearen Dimensionen und den vertikalen Harmonien einer Solodarbietung fort entwickelte“. Bei dem Konzert in Oslo fanden die elektronischen Manipulationen (Processing, Looping und Warping) während der laufenden Musikdarbietung statt. Tom O’Neil merkt an:

„Anstatt dass eine Gruppe von Musikern zusammen spielte und sich gegenseitig im Kontext einer Standard-Improvisation inspirierte, ergänzte die Real-Time-Klangmanipulation in der Interaktion eine zusätzliche Ebene der Komplexität. Geräusche und Noten konnten umgedreht werden und verändert oder als Schleife zu ihrer Quelle zurückkehren, was den Musikern erlaubte mit zuvor gespielten Noten und Phrasen zu interagieren.“

Memory/Vision war eine Auftragskomposition, die von Evan Parker für das Huddersfield Contemporary Music Festival und das Osloer Ultima Festival geschrieben wurde; auf letzterem entstand der ECM-Mitschnitt in der Osloer Musikschule. In den Liner Notes widmet Evan Parker die Aufnahme Charles Arthur Musès (1919–2000), dessen komplexe mathematische Konzepte der Chronotopology die Inspiration zu dieser Aufführung gegeben habe.
Parker setzte die Arbeit mit dem Electro-Acoustic Ensemble in den 2000er Jahren fort; im November 2004 wurde das Album The Eleventh Hour mitgeschnitten, eine Auftragsarbeit des Glasgower Centre for Contemporary Arts.

## Titelliste
- Evan Parker Electro-Acoustic Ensemble: Memory/Vision (ECM 1852 - 0381172)[7]
  1. Part 1 – 10:22
  2. Part 2 – 11:18
  3. Part 3 – 5:09
  4. Part 4 – 13:21
  5. Part 5 – 12:43
  6. Part 6 – 9:10
  7. Part 7 – 8:31
- Memory/Vision ist eine durchlaufende Aufführung. Der Index ist lediglich zur Anwählbarkeit für den CD-Benutzer gedacht.[8]

## Rezeption

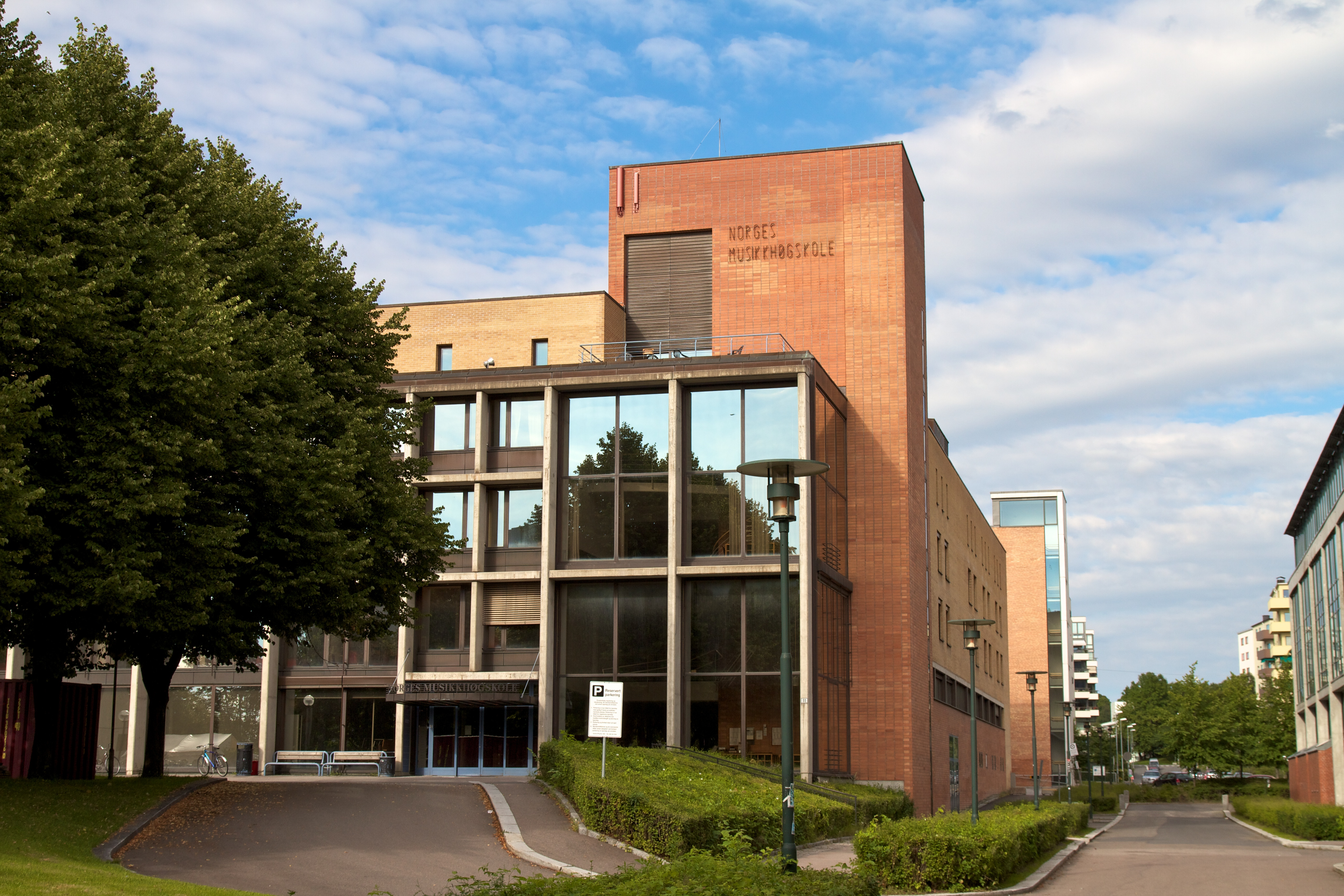
Die Norges Musikkhøgskole in Oslo

Das Album enthielt bei seinem Erscheinen 2003 durchgehend wohlwollende Kritiken; Stuart Nicholson hob im Observer hervor, dies sei „keine spontane Improvisation, vor der man sich fürchten müsse“. Vielmehr sei Memory/Vision entfernt von seinem tiefgründigen Werk und „ein sich elegant ausbreitendes Statement in Albumlänge, das jedem gefällt, der interessiert an experimenteller Musik“ sei. John Fordham bezeichnete es im Guardian als Parkers bislang most ambitioniertestes Projekt, „mit Episoden von dramatischer Intensität und leiser Reflexion.“ Das Bandpersonal und die strukturierte Herangehensweise gäben dieser abstrakten Musik eine ergiebige Lebhaftigkeit, die ganz verschieden von dem stereotypen Geschwirre, Geblubbere, Piepen oder Möbelrück-Geräusche sonstiger elektronischer Improvisationsmusik sei, und der allgemein vorherrschende Klang habe eine umgebende Beschaulichkeit an sich.
Richard Cook und Brian Morton zeichnen den Konzert-Mitschnitt in ihrem Penguin Guide to Jazz on CD mit der Höchstnote von vier Sternen aus; nach Ansicht der Autoren sei Memory/Vision „eine dramatische Utopie, eine Echtzeit-Analyse von Klang.“ Die durchlaufende Darbietung wenige Wochen nach der Erstaufführung habe „sowohl eine monumentale Qualität als auch ein überzeugendes Gefühl für Prozess und Fluss, wie eine Skulptur aus Plasma statt aus Marmor oder Bronze.“ Die Autoren schrieben in ihrem überschwänglichen Resümee:

“It’s the test of very great music that it comes to the ears with an aura compounded of surprise and inevitability. After 70 minutes of this amazing work, it's hard to think that there was a time before you started listening to it.”

Thom Jurek schrieb in AllMusic: Was Memory/Vision so bemerkenswert mache, dass vier Mitglieder des Ensembles Musik machten, indem sie Klänge transformierten und in Echtzeit Phrasen der Musiker individuell interpretierten und sie als improvisatorisches Material neu offierten. Es entstünden Resonanzen auf etwas Vorangegangenes. Dies klinge im Ergebnis wie ein Dialog, der nicht isoliert von außen käme; vielmehr erschiene es letztendlich wie ein Ensembleklang. Die sei zu Zeiten „verblüffend, wundersam, verwirrend und schön. Es ist immer überwältigend, einnehmend und für jeden Hörer mit wachem Verstand interessant. Letztendlich ist es eine der emotionalsten nachklingenden Werke Parkers.“
Nach Ansicht von Tim O’Neil definiere das Album „ein neues platonisches Ideal elektronischer Fusion“. […] Parker gelänge es die Spontaneität der Echtzeit-Interaktion sowohl mit den elektronischen als auch mit den akustischen Teilen der Komposition zu verbinden. Schon mit der ersten Geigen-Sequenz Philipp Wachsmanns, die den Autor an Geräuschcollagen der Einstürzende Neubauten erinnere, werde deutlich, dass

„nur mit großer Mühe die elektronischen und akustischen Elemente unterschieden werden können. Das Ensemble traf die bewusste und absichtliche Entscheidung, eine Mischung aus Stilen und Techniken zu präsentieren in einer Art und Weise, dass es wie ein möglichst geschlossener Organismus erscheint. Ist der Pianist von einem kleinen Echo einer Staccato-Melodie bei 8:30 im ersten Track berührt, oder ist es der Prozessor, der einen Loop spielt? Unmöglich zu erkennen.“

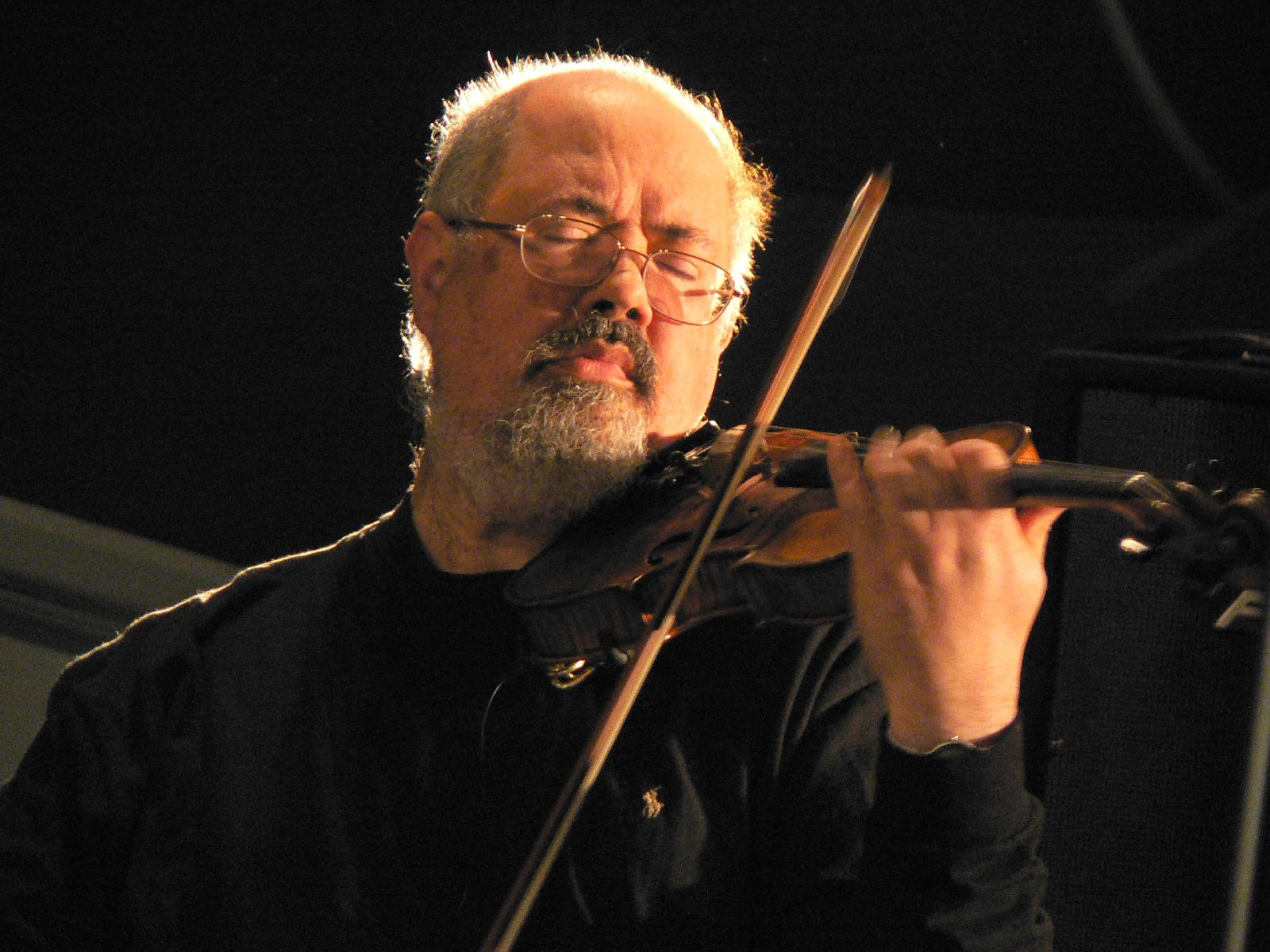
Phil Wachsmann, 2007

Das Album entziehe sich nach Ansicht des Autors einer schnellen Wahrnehmung; dies sei keine Musik, die zur Schaffung einer entspannten Stimmung geschaffen sei. Vielmehr sei dies

“aggressively intellectual music, intended for furious contemplation. This is the sound of barriers being scraped and prodded, the process of the questing spirit seeking to constantly redefine the new and unknown.”

Chris Kelsey merkt in JazzTimes an, dass sich Evan Parker mit diesem Album noch weiter weg vom Free Jazz hin zu einem Geräusch-betonten „klassischen Ambient-Hybriden“ entwickelt hätte. Kelsey vergleicht Parkers Aufnahme mit europäischer Post-John-Cage-Musik oder George Crumbs elektrischem Streichquartett „Black Angels“. Am erkennbarsten seien Philipp Wachsmanns Geige und Agusti Fernandez’ Piano, auch wenn ihre Beiträge manipuliert und transformiert worden seien. Memory/Vision sei zwar ursprünglich eine Komposition, diene „aber zumeist als verschieden strukturierter Rahmen für Improvisation, was gut funktioniert. Texturen ebben ab und schwellen an, langsame und sparsame verwandeln sich in schnelle und dichte.“ Die Musiker des Ensembles seien sehr sensibel reagierende Improvisatoren, wie auch meist die Crew am Sound-Processing.
Jerry D’Souza bezeichnete das Album in All About Jazz als „Man and machine manipulate music“; „der Mensch denkt und die Maschine folgt ihm“. In dieser Form habe das Evan Parker Electro-Acoustic Ensemble seit seiner Gründung 1992 verfahren. Das Verfahren gelinge hier hervorragend:

“Time and structure go through various dimensions. Structure is broken, time fragmented, in a flow that ebbs and eddies. When the machines are the end voice, the ideas that leap out in jiggles and squeals and whirs are mesmerising. There is also the strength that derives from the playing. And as Parker's soprano gets a twist and a gnarl or Philip Wachsmann's violin scampers and skewers, the beckoning latches on to an important ingredient – emotion. One of the strongest segments comes when Agusti Fernandez creates a whirl on the strings of the piano and gets a countenance from Barry Guy on bass and Paul Lytton on the drums, a three-way discourse that is tremendously elevating.”